# Forns de calç i pedrera de la Birba
Els Forns de calç i pedrera de la Birba és una obra del Port de la Selva (Alt Empordà) inclosa a l'Inventari del Patrimoni Arquitectònic de Catalunya. Situat a llevant del nucli urbà de la població del Port de la Selva, en el paratge de la Birba, al nord del mas del mateix nom, al puig de la Pedrera.

## Descripció
Conjunt format per les restes de dos forns de calç i d'una pedrera de marbre abandonats, tot i que en origen el conjunt l'integraven un total de quatre forns. Els forns estan situats a escassa distància al nord de la pedrera. Són de planta circular, d'uns tres metres de diàmetre i amb una alçada aproximada entre 2 i 4 metres. Els accessos, situats a la banda de llevant de les estructures, són rectangulars i estan força malmesos. L'obertura del forn situat a tramuntana presenta dos grans contraforts perpendiculars al mur, emmarcant així l'accés. En aquest cas, a l'interior de l'estructura, s'observa la banqueta. Ambdues estructures són bastides en pedra pissarra de diverses mides i sense treballar, lligada amb fang. Les parets interiors conserven restes d'una capa vidrada, conseqüència de les altes temperatures que patia l'estructura. Pel que fa a la pedrera de marbre, cal dir que hi ha una única cavitat d'extracció amb una llargada aproximada d'uns 46 metres. S'observen grans piles de pedra i alguns blocs de marbre a mig treballar. A escassa distància a llevant de la pedrera hi ha les restes de l'edifici que acompanyava l'explotació. Es tracta d'un edifici de planta rectangular amb teulada d'un sol vessant, completament enrunada. La façana tenia dues portes i una finestra rectangulars. A l'interior, l'espai està dividit en dues estances. Adossat a la banda de tramuntana hi ha un petit cos en estat de ruïna. L'aparell és de grans rebles de pissarra i marbre lligats amb morter.

## Història
Explotació industrial que, segons el fons documental del COAC, pot tenir el seu origen en l'època medieval. D'una banda daten el bastiment dels forns de manera molt àmplia, adscrits cronològicament als segles XV-XVIII, encara que potser s'hauria de enquadrar-los més cap als segles XVII-XVIII. D'altra banda situen el la construcció de l'edifici als segles xvii i XVIII, anteriors a la gran expansió de la vinya que patí la zona en aquest període. Car a dir que segon la informació oral del masover del Mas de la Birba, l'edifici té al seu origen a mitjans del segle xx. Malauradament no s'han trobat documents que puguin testimoniar l'any de construcció.